# Zin
Zin est un groupe haïtien de compas. 

## Histoire
Le groupe est formé par Alex Abellard, Eddy Saint-Vil et Alan Cavé,. Leur premier album O Pa sort en 1988 avec le hit Fè'm vole (fais-moi voler). Depuis, Zin a écrit plus d'une dizaine de disques, et fait plusieurs tournées à travers le monde,. Leur dernier album intitulé Pi Rèd (pire) sort durant l'été de 2008.